# 요한 게오르크 폰 졸트너

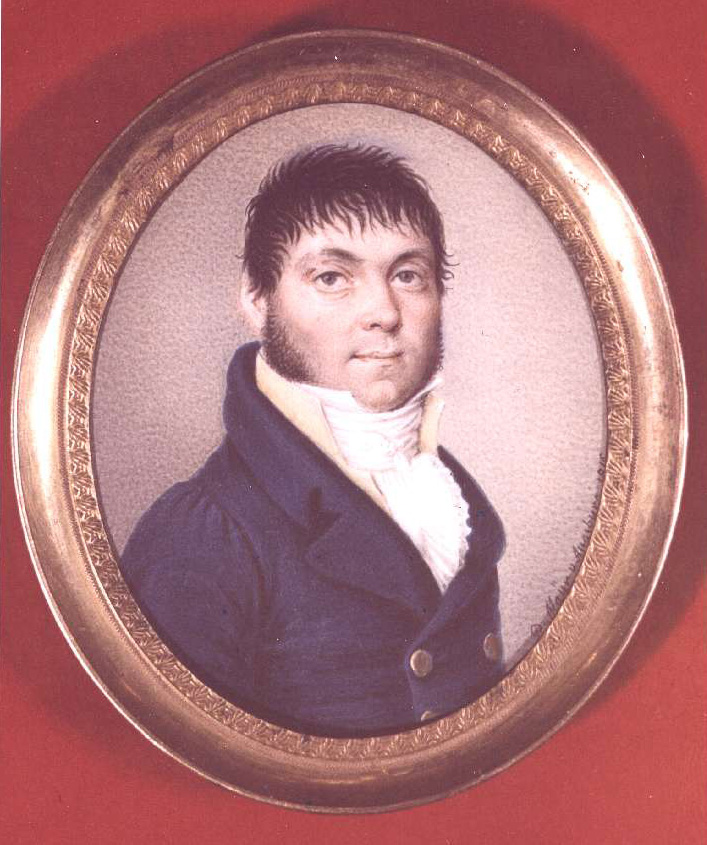

요한 게오르그 폰 솔드너(Johann Georg von Soldner, 1776~1833)는 독일의 물리학자이자 천문학자이다.
라마누잔-솔드너 상수(Ramanujan-Soldner constant)와 솔드너 좌표계가 그에 이름이 붙여졌다. 후자는 독일에서 20 세기 중반까지 사용되었었다. 솔드너는 1809년에 오일러-마스케로니 상수(Euler-Mascheroni constant) 값을 소수점 이하 24 자리까지 계산했다. 그는 또한 로그 적분 함수 (logarithmic integral function)에 관해 발표했다.
빛에 대한 중력의 효과에 대한 솔드너(Soldner)의 연구 즉 빛의 굴곡에 대한 그의 기술이있었으며,
이후 알버트 아인슈타인 (Albert Einstein)은 1911년 태양의 영향을 제외하는 중력 굴곡 량에 대한 가치를 계산하고 발표하여 필리프 레나르트(Phillipp Lenard)가 아인슈타인이 솔드너(Soldner)의 결과를 모방 한 것이라고 비난했었다. 그러나 이에 대한 확인된바는 없다. 당시 아인슈타인은 솔드너의 작업을 진정으로 인식하지 못했을 수도 있고, 자신의 계산이 독립적이고 자유롭기 때문에 이전 연구에 대한 언급이없는 것으로 간주했을 수도 있었다. 아인슈타인의 이러한 1911년 계산은 중력에 대한 시간팽창의 아이디어에 기반을 두었다.

## 같이 보기
- 로그 적분 함수